# Аманкулов Марат Аскерович
Марат Аманкулов (нар. 24 березня 1970) — киргизстанський політичний діяч, Голова Бішкекського міського кенеша (місцевої ради). Керівник провладної проросійської партії Биримдик, проросійський політик.

## Життєпис
Марат Аскерович Аманкулов народився 24 березня 1970 року в Джеті-Огузькому районі Іссик-Кульської області близ міста Каракол (колишній Пржевальськ) біля південного берега Іссик-Куля.
1985 року закінчив СШ № 2 села Виноградне, у 1985—1988 навчався в СПТУ № 37, 2004 року закінчив Киргизький національний університет (юриспруденція). 1988—1990 — служив в армії СРСР у складі західної групи окупаційних військ в НДР.
З 1990 року працював приватним підприємцем.

## Політика
- 2008—2009 депутат у Бішкекського міського Кенешу (ради)
- 2009 та 2011—2012 — голова Кенешу
- 2012 — директор Фонду управління державним майном при уряді Киргизстану
- 2012—2013 — голова Бішкекського міського Кенешу 26-ого скликання.
- 28 листопада 2015 року обраний депутатом Жогорку Кенеша Киргизстану, колишній член Соціал-демократичної партії Киргизстану[3].

З 18 травня 2016 — голова комітету з транспорту, комунікацій, архітектури та будівництва Жогорку Кенеша Киргизстану
2 жовтня 2020 — Центральна виборча комісія Киргизстану відмовила у знятті партії Биримдик та її керівника Марата Аманкулова з виборів в Жогорку Кенеш. Причиною для подачі заявистало висловлювання Аманкулова про Росію: «Тридцять років показали, що нам треба повертатися. На волі добре, а вдома краще».
Згідно офіційно оголошених результатів парламентських виборів, що пройшли 4 жовтня 2020-го, партія Биримдик Амалова набрала 24,9 % голосів, посівши перше місце. Це викликало хвилю невдоволення сереж населення, в Бішкеку та інших містах Киргинстану почалися масові протести проти можливої фальсифікації виборів.

## Нагороди
- почесна грамота мерії Бішкеку
- медаль «За бездоганну службу перед містом Бішкек»
- почесна грамота і Золота медаль міжнародного БФ науки і культури «Мустафа Кемаль (Ататюрк)»
- найкращий підприємець і меценат XXI століття[4]
- відмінник муніципальної служби Киргизстану[5]
- класний чин: «Радник муніципальної служби 1 класу»

## Сім'я
Одружений, має чотирьох дітей